# Basilan
Basilan es una isla de las Filipinas situadas en Región Autónoma de la Nación Mora en el Mindanao Musulmán (BARMM). Su capital es la ciudad de Isabela y está situada justo en la costa meridional de la península de Zamboanga. Basilan es la isla situada más al norte de las islas principales del Archipiélago de Sulu. Los habitantes de la Isabela incluyen cristianos, musulmanes de grupos tribales tales como los Tausuges, los Samal Bangingihes, y los Yakans. Los pescadores tribales, granjeros, pequeños-almacenistas y vendedores que favorecen el traje nativo tradicional. Basilan se ve como una de las baluartes del grupo separatista islámico, el Abu Sayyaf. Este grupo secuestró a un grupo de turistas de Palawan y los trajo a Basilan, incluyendo una pareja estadounidense cristiana de misioneros.
Basilan es una de las tres zonas de Filipinas (junto a Zamboanga y la ciudad de Cavite) donde se habla como lengua materna el criollo chabacano (lengua criolla del español).

## Ciudades y municipalidadés
Municipalidadés
- Akbar
- Al-Barka
- Hadji Mohammad Aju
- Hadji Muhtamad
- Lantawan
- Maluso
- Sumisip
- Tabuan-Lasa
- Tipo-Tipo
- Tuburan
- Ungkaya Pukan

Ciudades
- Isabela
- Lamitan

## Historia

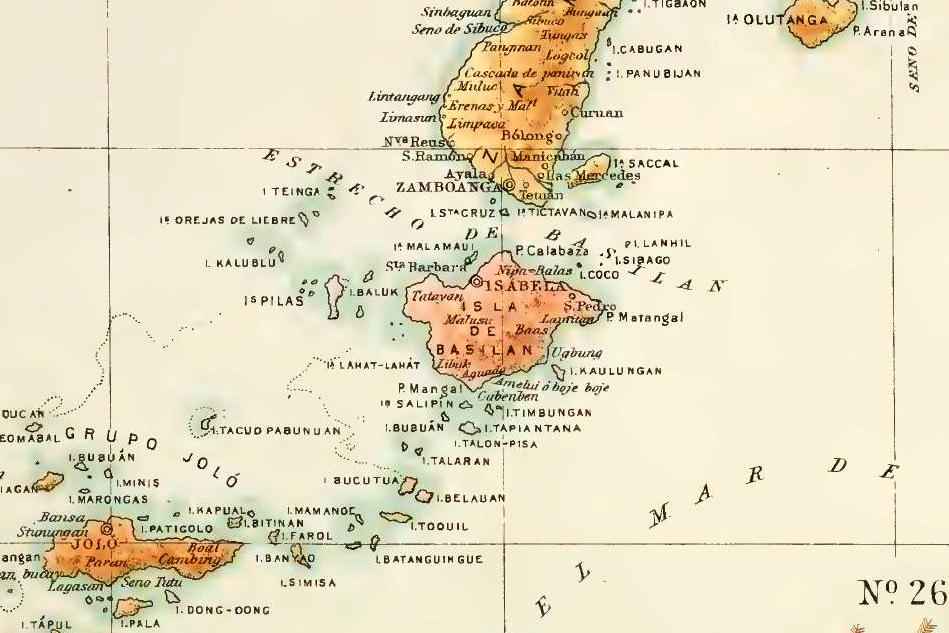
Distrito 6.º de Basilán en 1899.

Para adelantar en la ocupación y dominio de la isla, se creó por Real Decreto de 30 de julio de 1860, el Gobierno de Mindanao; se dividió su territorio en seis distritos; se fijó un meditado plan de operaciones y se adoptó un sistema político militar.
A principios del siglo XX la isla de Mindanao se halla dividida en siete distritos o provincias una de las cuales era el Distrito 6.º de Basilán que comprendía la isla de Basilan, su capital era Isabela.